# Goldhawk Road
Goldhawk Road è una stazione della metropolitana di Londra servita dalle linee Circle e Hammersmith & City. 

Diagramma delle stazioni nella zona di Shepherd's Bush con l'ubicazione di Goldhawk Road.

## Storia
Sebbene l'estensione della Metropolitan Railway (MR) fino a Hammersmith sulla Hammersmith & City Railway (H&CR) fosse stata aperta fin dal 13 giugno 1864, la stazione di Goldhawk Road fu aperta solo il 1º aprile 1914, contemporaneamente allo spostamento della stazione di Shepherd's Bush (ora ribattezzata Shepherd's Bush Market dal 2008) dalla sua posizione originaria tra Goldhawk Road e Uxbridge Road (sul sito ora occupato dal mercato di Shepherd's Bush) alla sua attuale collocazione a nord di Uxbridge Road.
Prima del 13 dicembre 2009, la stazione era servita solamente dalla linea Hammersmith & City; da quella data in avanti, è servita anche dai treni della linea Circle.

## Strutture e impianti
La stazione si trova di fronte all'ingresso meridionale dello Shepherd's Bush Market e a poca distanza dai teatri della zona di Shepherd's Bush, tra i quali lo Shepherd's Bush Empire. Nelle vicinanze si trova anche lo stadio di Loftus Road, sede della squadra di calcio dei Queens Park Rangers.
La stazione di Shepherd's Bush Market si trova nella Travelcard Zone 2.

## Interscambi
Nelle vicinanze della stazione effettuano fermata numerose linee urbane automobilistiche, gestite da London Buses
- Fermata autobus

## Galleria d'immagini

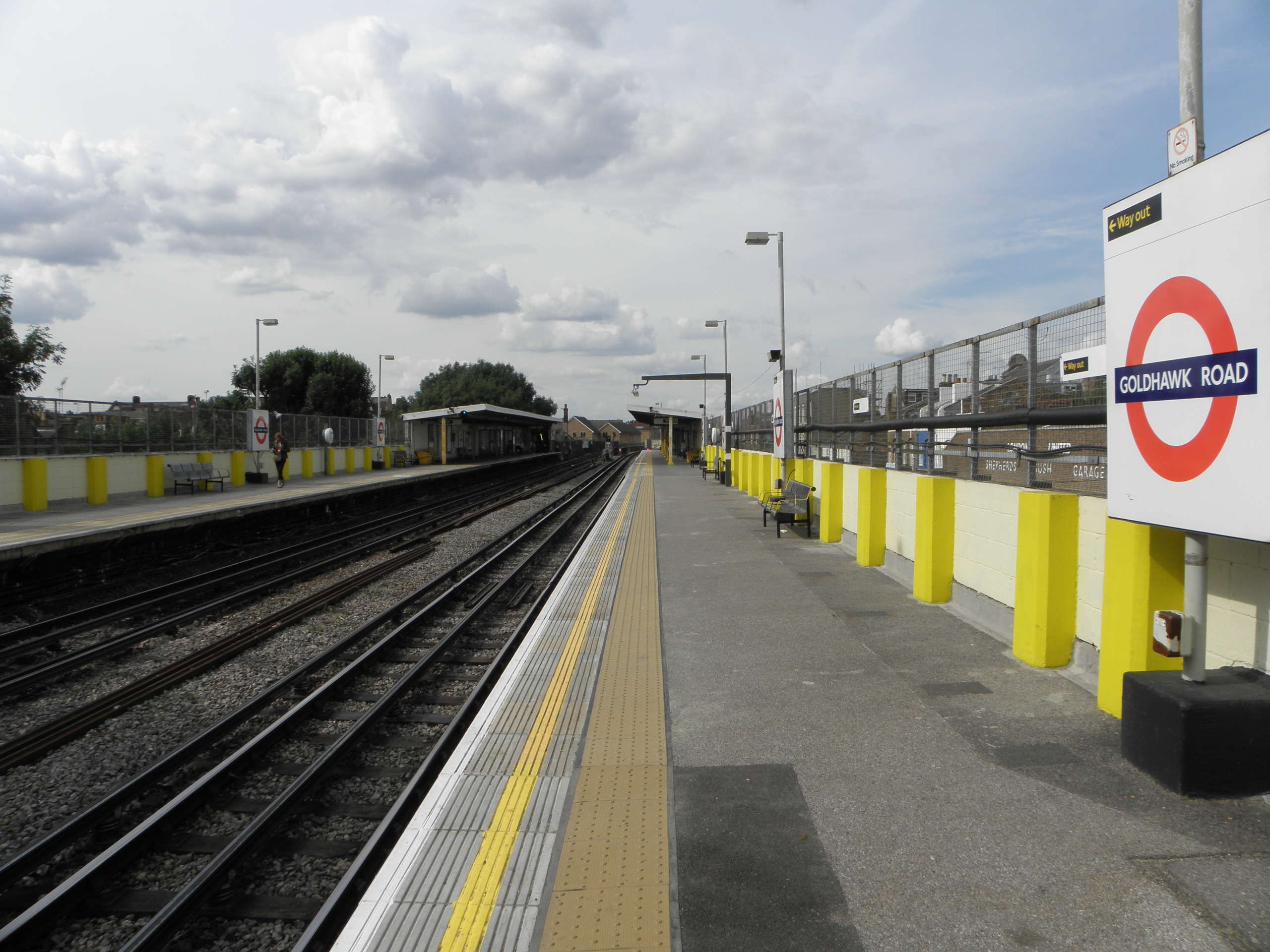
Vista della piattaforma in direzione nord.
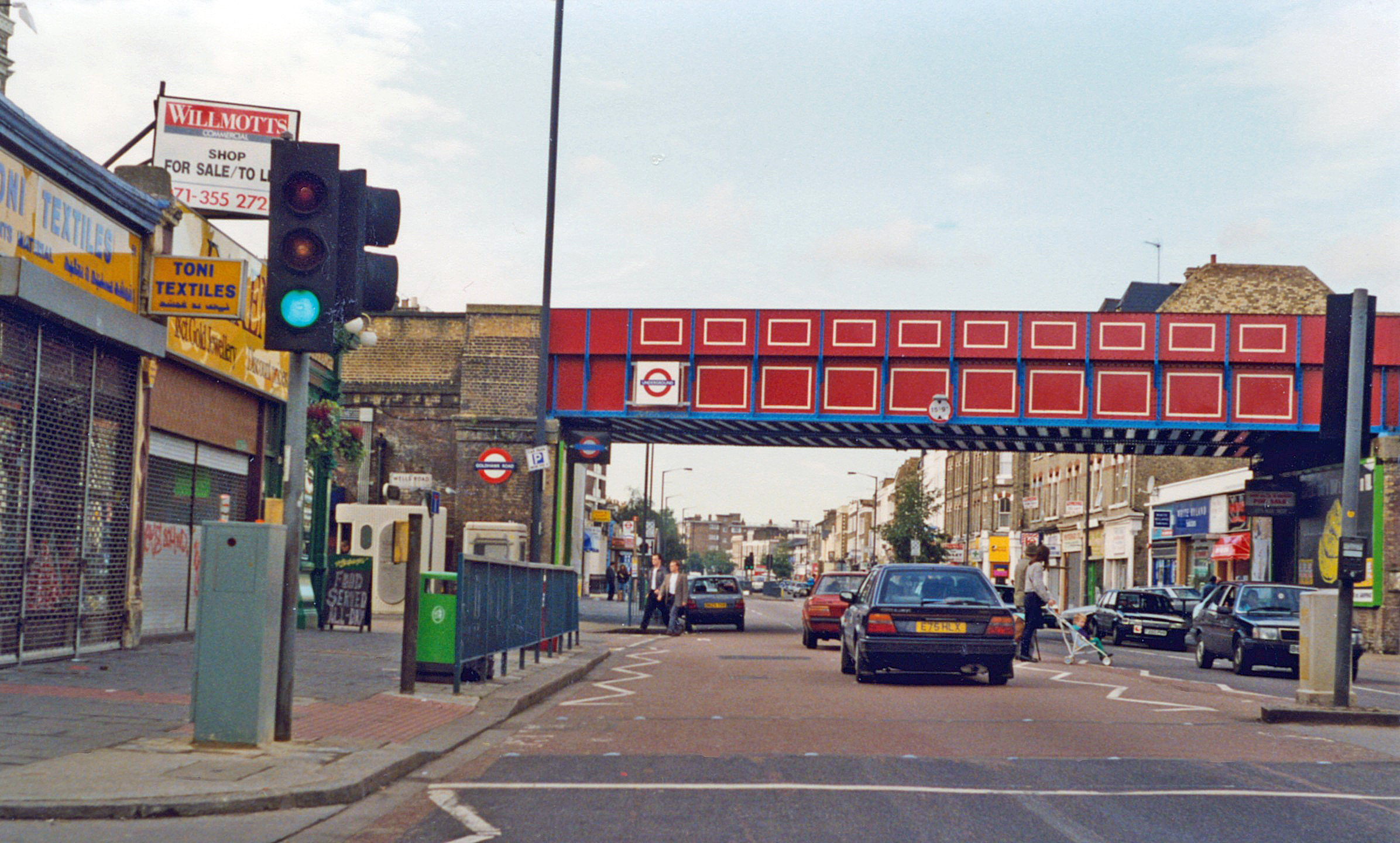
Viadotto della linea su Goldhawk Road.
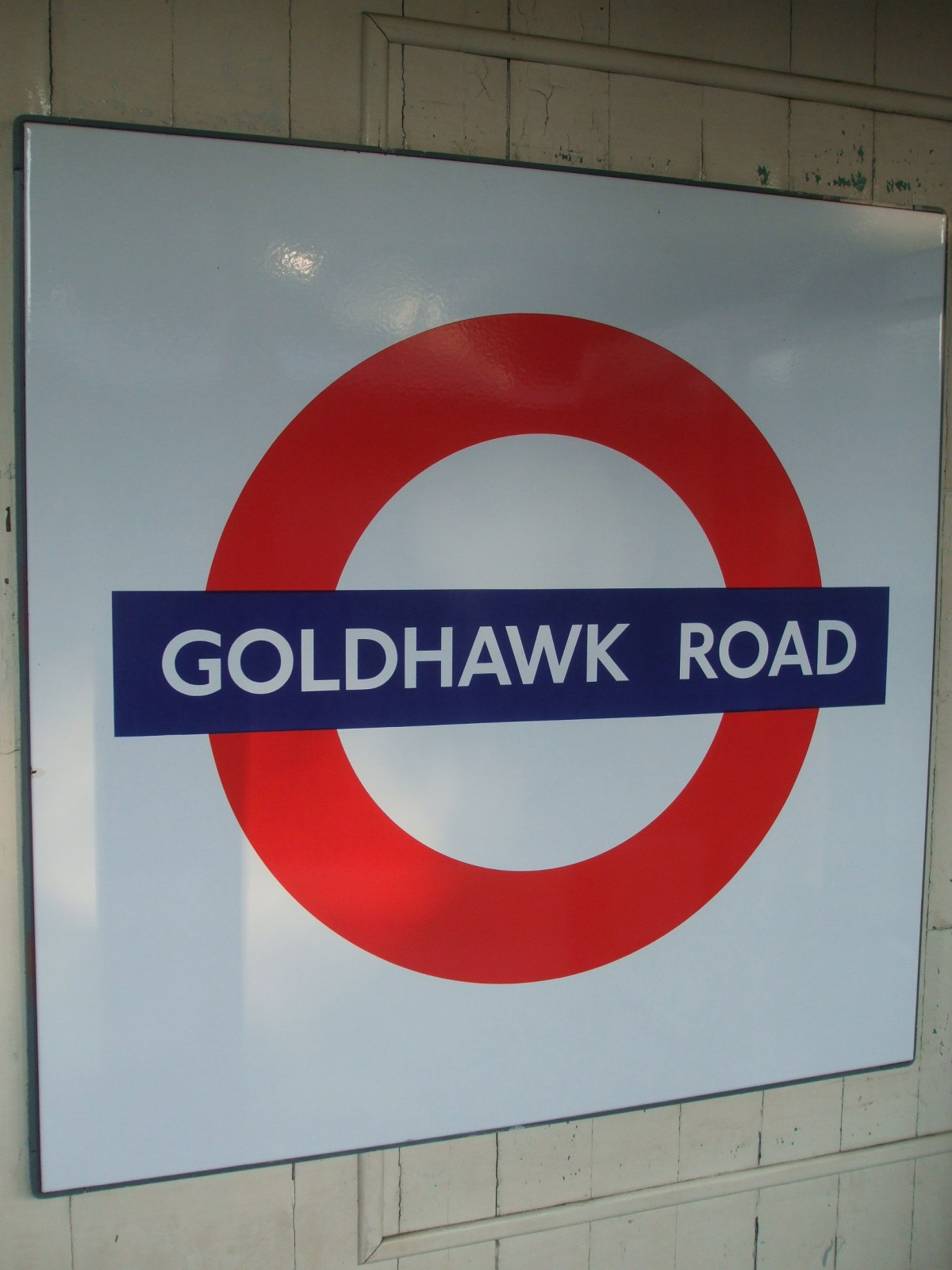
Roundel sulla piattaforma di Goldhawk Road.